# ペルシー・イセニア
ペルシー・イセニア（Percy Isenia, 1976年12月25日）は、オランダ王国の野球選手。ポジションは一塁手。右投右打。現在はホーフトクラッセのL&Dアムステルダム・パイレーツでプレーしている。当たれば飛ぶパンチ力を武器とし、IBAFワールドカップを始め、代表経験が豊富で2006年のワールドベースボールクラシックオランダ代表にも選出された。